# All You Need Is Love
«All You Need Is Love» (с англ. — «Всё, что тебе нужно — это любовь») — песня группы The Beatles, написанная Джоном Ленноном при участии Пола Маккартни (официально в качестве авторов указывается авторский дуэт Леннон/Маккартни). Впервые была исполнена на первом в истории телевидения глобальном шоу «Наш мир», которое транслировалось в 26 странах мира.
Песня также выходила на сингле вместе с композицией «Baby, You’re a Rich Man» и в альбоме Magical Mystery Tour. В нескольких странах, в том числе, в Великобритании, США и Германии, сингл «All You Need Is Love» доходил до первого места чартов.

## Создание и опубликование песни
The Beatles было предложено выступить с песней, содержащей простое послание, понятное людям всех национальностей. «Это была песня, сочинённая вдохновенно, и они действительно хотели направить миру послание, — рассказывал Брайан Эпстайн. — Хорошо то, что такое послание не может быть неверно истолковано. Это ясное послание, говорящее о том, что любовь — это всё». По словам журналиста Джейд Райт (Jade Wright), «Леннон был очарован силой лозунгов объединять людей и не боялся создать произведение искусства из пропаганды. Когда в 1971 году его спросили, являются ли такие песни, как Give Peace a Chance и Power to the People пропагандистскими, он ответил: „Конечно. Так было, например, с All You Need Is Love. Я революционный артист. Предназначение моего искусства — изменять“».
Американский критик Марк Хертсгаард считал её «самой политизированной песней „Битлз“» и именно в ней видел истоки дальнейшей политической ангажированности творчества Леннона 70-х годов. Смысл и направленность песни заявлен уже в её вступлении — революционном гимне «Марсельеза».
За день до показа шоу Our World The Beatles решили, что эта песня должна быть их следующим синглом.
Песня была также включена в американскую LP-версию альбома Magical Mystery Tour, вышедшую в ноябре 1967 года, а также в LP-альбом Yellow Submarine, вышедшему к одноименному мультфильму в 1969 году.
Песня также присутствует в саундтреке, основанном на песнях The Beatles, к шоу канадской цирковой труппы Cirque du Soleil Love, которое идёт в Лас-Вегасе (Невада, США) с 2006 года. Композицию саундтрека создал сын Джорджа Мартина Джайлс.
В интервью в документальном сериале The Beatles Anthology запечатлен эпизод, как Пол Маккартни и Джордж Харрисон сомневаются, что песня была написана именно для телешоу Our World. Однако Джордж Мартин и Ринго Старр утверждают, что была. Когда его спросили, Маккартни отвечает:
«Я не думаю, что песня была написана специально для этого случая. Но эта была одна из песен, которые у нас уже были. […] Конечно, было неплохо использовать её, раз она уже была (It was certainly tailored to it once we had it). Но у меня есть чувство, что это была лишь одна из песен Джона, которые тогда им сочинялись. Мы пошли в Olympic Studios в Barnes и записали её, а затем, когда она уже была готова для прослушивания, они сказали: „О! Это то, что мы должны использовать“. Я правда не думаю, что она была написана именно для этого случая».

## Дополнительные факты
- На благотворительном концерте Live Aid в 1985 году песню исполнил Элвис Костелло.